# Obruby
Obec Obruby (v místním nářečí Vobruby, německy Wobrub) se nachází v okrese Mladá Boleslav, kraj Středočeský. Rozkládá se asi patnáct kilometrů severovýchodně od Mladé Boleslavi. Obcí protéká Přepeřský potok. Žije zde 247 obyvatel.

## Historie
První písemná zmínka o obci pochází z roku 1408.

### Územněsprávní začlenění
Dějiny územněsprávního začleňování zahrnují období od roku 1850 do současnosti. V chronologickém přehledu je uvedena územně administrativní příslušnost obce v roce, kdy ke změně došlo:
- 1850 země česká, kraj Jičín, politický okres Jičín, soudní okres Sobotka[4]
- 1855 země česká, kraj Mladá Boleslav, soudní okres Sobotka[4]
- 1868 země česká, politický okres Jičín, soudní okres Sobotka[4]
- 1939 země česká, Oberlandrat Jičín, politický okres Jičín, soudní okres Sobotka[5]
- 1942 země česká, Oberlandrat Hradec Králové, politický okres Jičín, soudní okres Sobotka[6]
- 1945 země česká, správní okres Jičín, soudní okres Sobotka[7]
- 1949 Liberecký kraj, okres Mnichovo Hradiště[8]
- 1960 Středočeský kraj, okres Mladá Boleslav[9]

## Doprava
Silniční doprava
Obec leží mezi silnicí I/16 Mladá Boleslav - Jičín a silnicí II/268 Mnichovo Hradiště - Kněžmost - Horní Bousov.
Železniční doprava
Železniční trať ani stanice na území obce nejsou. Nejblíže je železniční zastávka Obrubce (jen pro osobní dopravu) ve vzdálenosti 2 km ležící na trati 063 z Bakova do Dolního Bousova. Nejbližší železniční stanicí (pro veškerou dopravu) je Dolní Bousov ve vzdálenosti 4,5 km ležící na trati 064 z Mladé Boleslavi do Staré Paky a na trati 063 z Bakova nad Jizerou do Dolního Bousova.
Autobusová doprava
V obci měly zastávku v květnu 2023 autobusové linky jedoucí do těchto cílů: Dolní Bousov, Jičín, Mladá Boleslav, Mnichovo Hradiště, Sobotka.

## Pamětihodnosti
- Usedlost čp. 25 (kulturní památka ČR)